# Nohant-en-Graçay
Nohant-en-Graçay je francouzská obec v departementu Cher v regionu Centre-Val de Loire. V roce 2010 zde žilo 313 obyvatel.

## Vývoj počtu obyvatel
Počet obyvatel 